# 1744

## Esdeveniments
Països Catalans
Resta del món
- Muhammad ibn Saud funda el primer estat saudita
- Prússia ocupa Praga

## Naixements
- 5 de gener, Gijón, Astúries: Gaspar Melchor de Jovellanos, polític i escriptor il·lustrat asturià (m. 1811).
- 29 de gener, Unterkochen: Joseph Bullinger, teòleg i jesuïta
- 4 de maig, Viena: Marianne von Martinez, compositora, pianista i cantant austríaca (m. 1812).[1]
- 1 d'agost: Jean-Baptiste Lamarck, naturalista francès conegut per ser un dels primers a defensar la idea de l'evolució dels éssers vius.
- 22 de novembre: Weymouth, Massachusetts: Abigail Adams, també coneguda com a Abigail Smith Adams, primera segona dama (esposa del vicepresident) i la segona primera dama dels Estats Units (m. 1818).
- 21 de desembre, París: Anne Vallayer-Coster, pintora francesa del moviment rococó (m.1818).[2]
- Berlín: Francesco Petrini, arpista i compositor
- Brescia: Gaetano Ravanni, cantant italià amb veu de contralt.

## Necrològiques
Països Catalans
Resta del món
- 25 d'abril - Anders Celsius, físic suec (n. 1701)
- 30 de maig - Twickenham (Anglaterra): Alexander Pope, poeta anglès (n. 1688).[3]